# SN 2001dd
SN 2001dd – supernowa typu Ia odkryta 13 lipca 2001 roku w galaktyce UGC 11579. W momencie odkrycia miała maksymalną jasność 17,00m.